# دانشگاه ایالتی ایلینوی
دانشگاه ایالتی ایلینوی (به انگلیسی: Illinois State University) یک دانشگاه عمومی که در «نرمال» ایالت «ایلینوی» قرار دارد.
دانشگاه در سال ۱۸۵۷ توسط «جسی فل» به ثبت رسید. ابراهام لینکلن نیز مدارک لازم برای این کار را فراهم کرد. نام دانشگاه در ابتدا «دانشگاه تربیتی ایالتی ایلینوی» بود که معرف هدف آن، یعنی مدرسهٔ تربیت معلمان برای آموزش به محصلان مدارس می‌بود.
در سال ۱۹۶۴، با توسعهٔ دانشگاه، رشته‌های هنرهای آزاد نیز به آن افزوده شد و نام آن به «دانشگاه ایالتی ایلینوی در نرمال» تغییر یافت و متعاقب آن، یعنی در سال ۱۹۶۸، نام دانشگاه به «دانشگاه ایالتی ایلینوی» تغییر داده شد.

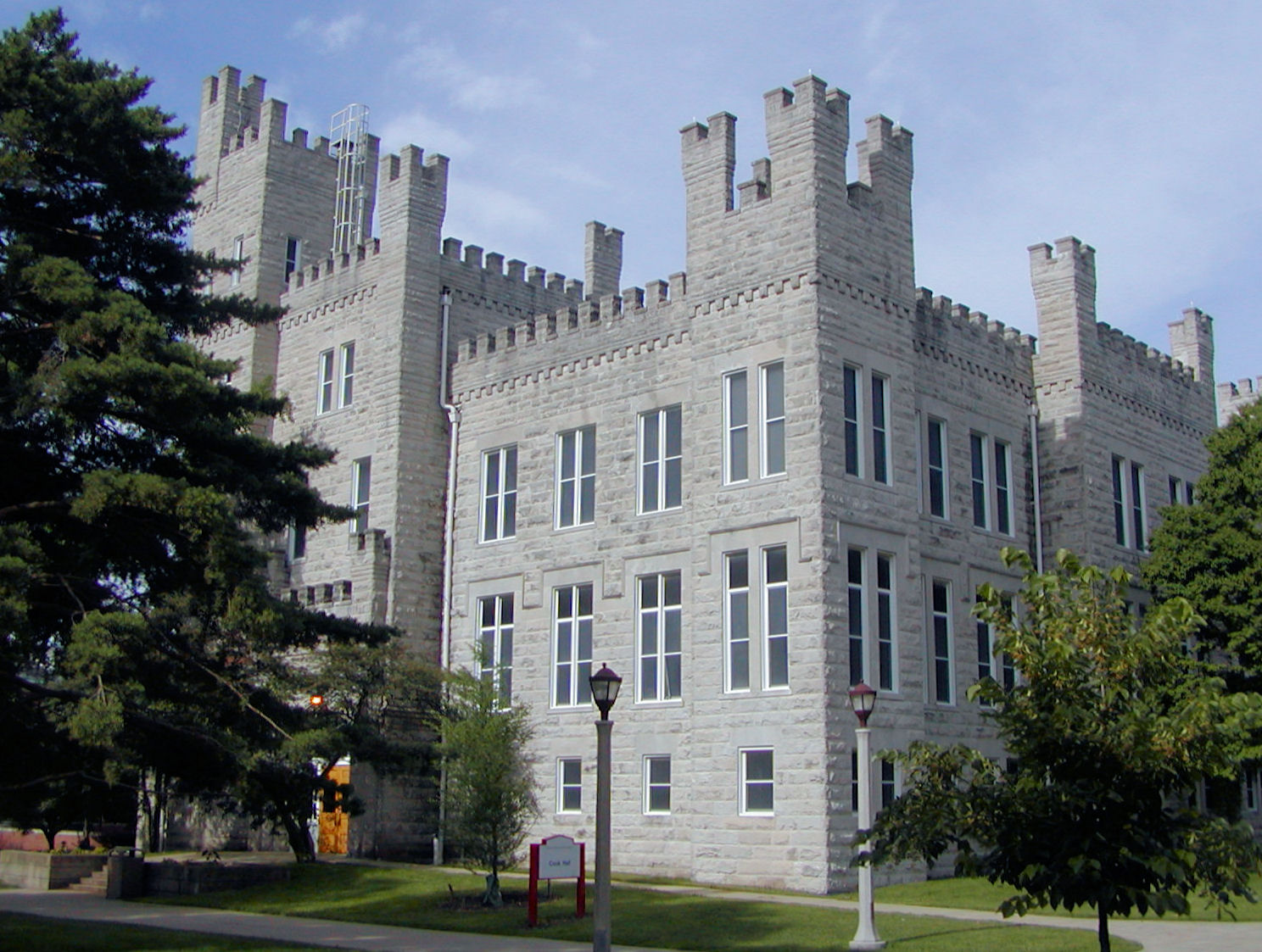
ساختمان «کوک»

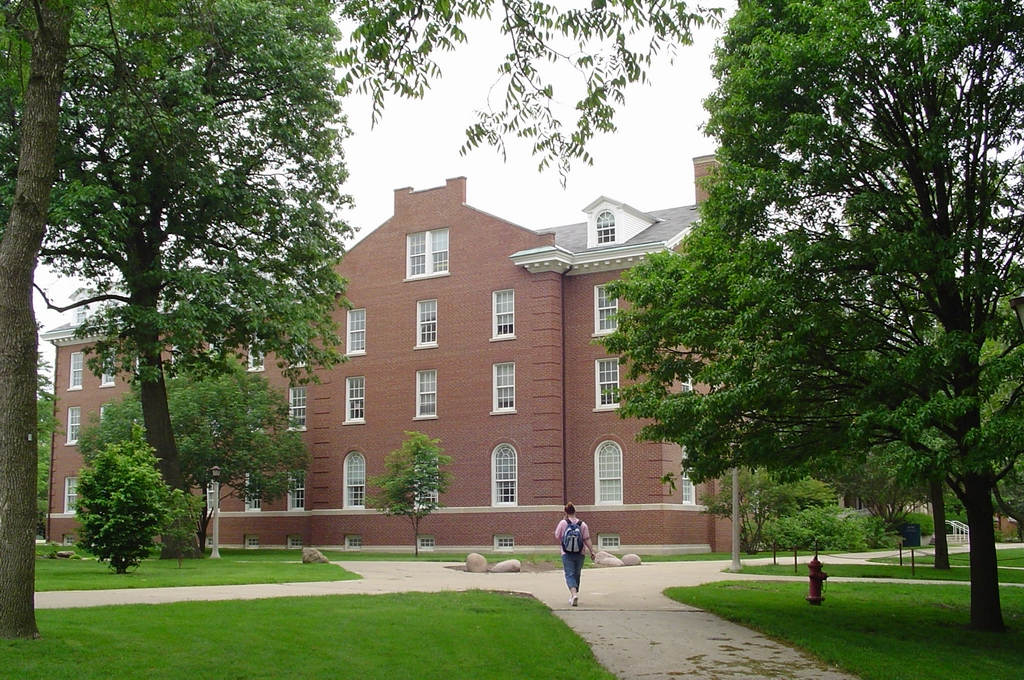
ساختمان «فل»